# Nanawa
Nanawa es una ciudad y municipio del Paraguay, situado al sur del departamento de Presidente Hayes, en la frontera misma con Clorinda, Provincia de Formosa, Argentina, siendo el principal paso fronterizo para peatones de la zona entre ambos países. 
Anteriormente era conocido con el nombre de Puerto Elsa. Nanawa es el menor municipio en superficie del departamento de Presidente Hayes.

## Toponimia
El municipio lleva el nombre de Nanawa por sugerencia del general Marcial Samaniego, en honor a la victoria paraguaya en la Primera Batalla de Nanawa y en la Segunda Batalla de Nanawa durante la Guerra del Chaco (1932 - 1935).
Según el general ruso Ivan Belaieff (quien sirvió en el ejército paraguayo durante la guerra), la palabra "Nanawa" significa «quebracho blanco» en lengua maká.

## Historia
Según cuentan los pobladores, en la zona vivió un hombre de apellido Campos que se creía dueño de todas las tierras de los alrededores, tenía una hija de nombre Elsa, a quien quiso heredar todo su territorio, así surgió el nombre de Puerto Elsa. Posteriormente fue declarada como distrito el 30 de noviembre de 1987.
El 27 de abril de 2021 Nanawa amplió su territorio en 1.558 hectáreas mediante la Ley Nº 6728 por la cual se anexó a las zonas conocidas como Beterete Cué y Colonia Dr. José Gaspar Rodríguez de Francia, que antes formaban parte del municipio de Villa Hayes.

## Geografía
La desembocadura del río Pilcomayo y el riacho Negro bañan el territorio formando una isla y un paisaje particular y hacen que la tierra posea buenas condiciones para la agricultura.

### Clima
La temperatura en verano llega a los 44 °C y en invierno a 0 °C. La media es de 26 °C.

## Demografía
Nanawa cuenta con 6 005 habitantes según datos del censo paraguayo de 2022.

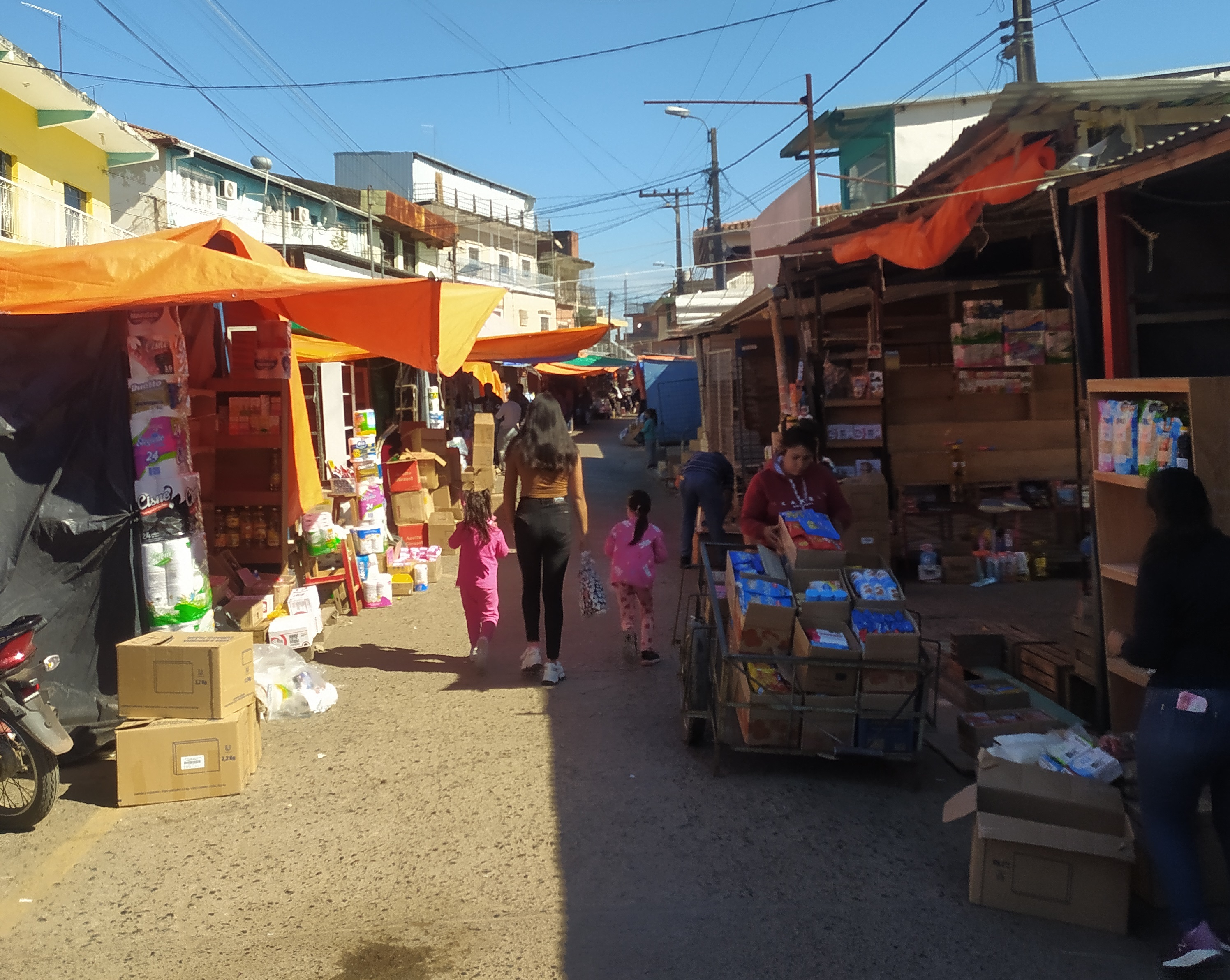
Mercado Municipal de Nanawa.

## Economía
Dada su ubicación como localidad fronteriza con la ciudad argentina de Clorinda, una de las principales actividades económicas es el comercio. El intenso intercambio comercial se realiza a través de la Pasarela de la Amistad, el principal paso fronterizo peatonal de la zona.

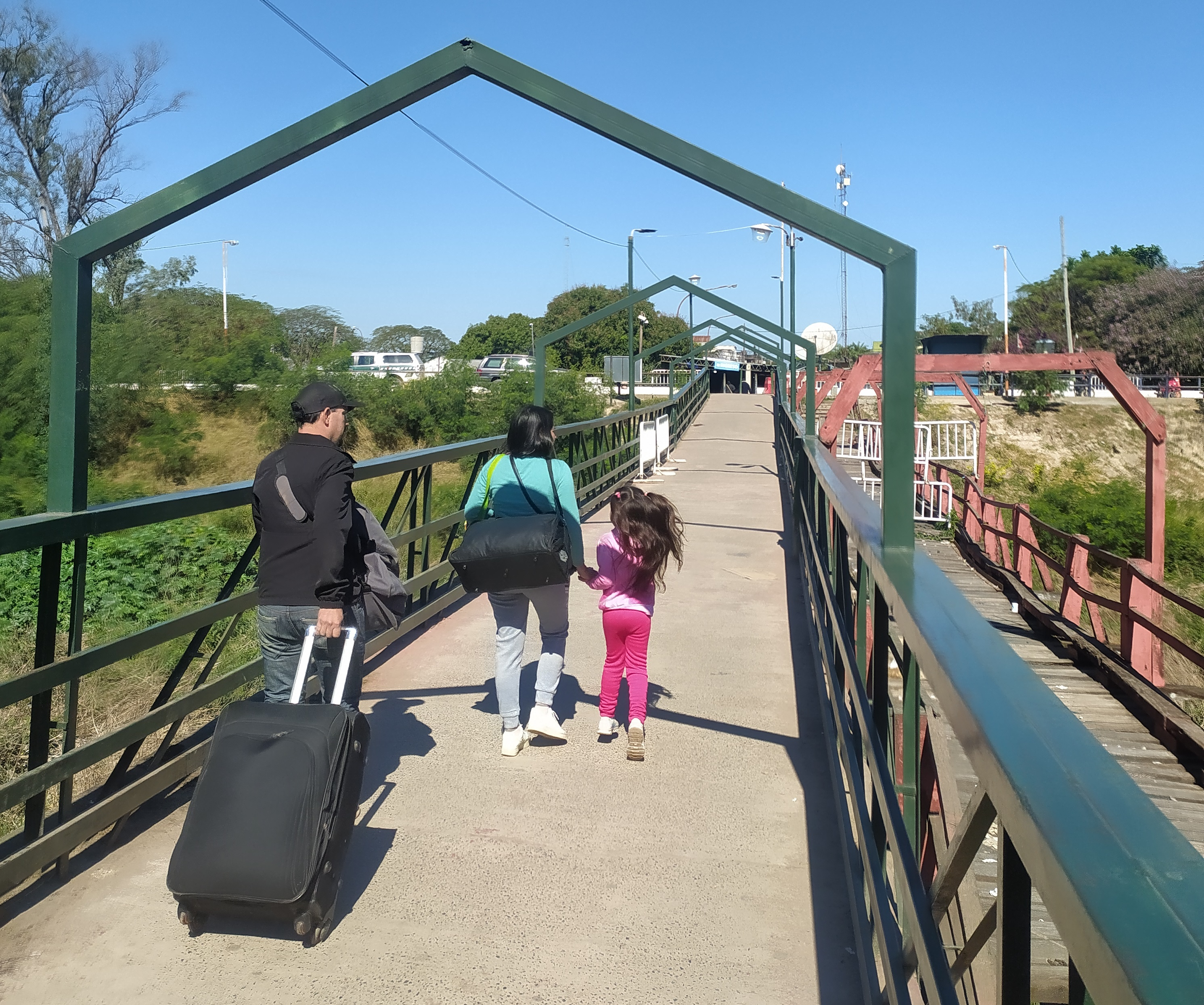
Pasarela de la Amistad, paso internacional peatonal.

Algunos de los pobladores se dedican a la agricultura, con cultivos de batata, mandioca, porotos, entre otros.

## Infraestructura
Se llegaba a la ciudad por los ríos Negro y Paraguay, hasta que se construyeron los puentes Remanso Castillo y San Ignacio de Loyola. 
Actualmente se llega cruzando el puente Remanso, tomando la ruta PY09 "Transchaco" con dirección a la frontera con Argentina, antes de llegar se toma un desvío hacia Nueva Asunción y finalmente otro desvío que llega hasta Nanawa.